# Liste der Nummer-eins-Hits in Belgien (2006)
Dies ist eine Liste der Nummer-eins-Hits in Belgien im Jahr 2006. Für die niederländischsprachigen Landesteile (Flandern) und die französischsprachigen Landesteile (Wallonie) werden getrennte Charts ermittelt. Veröffentlicht werden die Charts von Ultratop, das auf Initiative der Belgian Entertainment Association (BEA), der Vereinigung der Musik-, Film- und Spieleindustrie des Landes, entstanden ist.

## Flandern

### Singles
| ← 2005 ← | Liste der Nummer-eins-Hits in Belgien (Flandern) | Liste der Nummer-eins-Hits in Belgien (Flandern)          | Liste der Nummer-eins-Hits in Belgien (Flandern) | 2007 →                    |
| \| Zeitraum \| Wo. ges. \| Interpret \| Titel Autor(en) \| Zusätzliche Informationen \| \| (Zeitraum, Wochen auf Platz eins, Interpret, Titel, Autor[en], zusätzliche Informationen) \| \| \| \| \| \| ----------------------------------------------------------------------------------------- \| -------- \| --------------------------------------------------------- \| ------------------------------------------------------------------------------------------------------------------------------------------------------------------------------- \| ------------------------- \| \| 31. Dezember 2005 – 13. Januar 2006 2 Wochen \| 2 \| Kippensoep Allstars \| Kippensoep voor iedereen Gunther Verspecht, Wim Oosterlinck \| – \| \| 14. Januar 2006 – 24. Februar 2006 6 Wochen \| 6 \| Udo \| Isn’t It Time Jack S. Conrad, Ray Kennedy \| – \| \| 25. Februar 2006 – 17. März 2006 3 Wochen \| 3 \| Belle Pérez \| El mundo bailando Fernando Daniel de Meersman, Juan Guerrero, Maribel Perez-Cerezo, Patrick Raymond Jean Renier, Wim Claes, Gunther Reinhart Thomas \| – \| \| 18. März 2006 – 21. April 2006 5 Wochen \| 5 \| Kate Ryan \| Je t’adore Niclas Kings, Nicolas Bergwall, Lisa Rachelle Greene, Kate Ryan \| – \| \| 22. April 2006 – 28. April 2006 1 Woche \| 1 \| The Pussycat Dolls feat. Will.i.am \| Beep Jeff Lynne, Kara DioGuardi, William Adams \| – \| \| 29. April 2006 – 5. Mai 2006 1 Woche \| 1 \| The Black Eyed Peas \| Pump It Nicolas Roubanis, William Adams, Stacy Ferguson, Allan Apll Pineda, Thomas Van Musser, James Brown, Michael Anthony Hall, Leonardo Stella \| – \| \| 6. Mai 2006 – 19. Mai 2006 2 Wochen \| 2 \| Shakira feat. Wyclef Jean \| Hips Don’t Lie Omar Alfanno, Jerry Duplessis, Wyclef Jean, Shakira Isabel Mebarak, Latavia Chufon Parker, Luis Diaz \| – \| \| 20. Mai 2006 – 7. Juli 2006 7 Wochen (insgesamt 9) \| 9 \| Marco Borsato \| Rood John O. C. W. Ewbank \| – \| \| 8. Juli 2006 – 28. Juli 2006 3 Wochen \| 3 \| Laura Lynn \| Jij bent de mooiste Jacobus Jacques Verburgt, Raymond Alfons A. Felix \| – \| \| 29. Juli 2006 – 11. August 2006 2 Wochen (insgesamt 9) \| 9 \| Marco Borsato \| Rood John O. C. W. Ewbank \| – \| \| 12. August 2006 – 22. September 2006 6 Wochen \| 6 \| Henkie \| Lief klein konijntje Johan H. de Leeuw, Daan Van Spijker, Marco Leeuwis \| – \| \| 23. September 2006 – 20. Oktober 2006 4 Wochen \| 4 \| Bob Sinclar & Cutee-B feat. Dollarman & Big Ali & Makedah \| Rock This Party (Everybody Dance Now) Conrod Simeon Samuel, Naomi Goulbourne, Christophe Le Friant, Frédéric Christ Poulet, Robert Manuel Clivillés, Frederick Brandon Williams \| – \| \| 21. Oktober 2006 – 8. Dezember 2006 7 Wochen \| 7 \| Scissor Sisters \| I Don’t Feel Like Dancin’ Scott David Hoffman, Jason Sellards, Elton John \| – \| \| 9. Dezember 2006 – 5. Januar 2007 4 Wochen \| 4 \| Clouseau \| Vonken en vuur Stefaan Yves Geert Fernande, Luca Paolo Chiaravalli, Kris Cecilia Jaak Wauters \| – \| |                                                  |                                                           | |                           |
| ← 2005 |                                                  |                                                           | | → 2007 →                  |
| Zeitraum | Wo. ges.                                         | Interpret                                                 | Titel Autor(en) | Zusätzliche Informationen |
| (Zeitraum, Wochen auf Platz eins, Interpret, Titel, Autor[en], zusätzliche Informationen) |                                                  |                                                           | |                           |
| 31. Dezember 2005 – 13. Januar 2006 2 Wochen | 2                                                | Kippensoep Allstars                                       | Kippensoep voor iedereen Gunther Verspecht, Wim Oosterlinck | –                         |
| 14. Januar 2006 – 24. Februar 2006 6 Wochen | 6                                                | Udo                                                       | Isn’t It Time Jack S. Conrad, Ray Kennedy | –                         |
| 25. Februar 2006 – 17. März 2006 3 Wochen | 3                                                | Belle Pérez                                               | El mundo bailando Fernando Daniel de Meersman, Juan Guerrero, Maribel Perez-Cerezo, Patrick Raymond Jean Renier, Wim Claes, Gunther Reinhart Thomas                             | –                         |
| 18. März 2006 – 21. April 2006 5 Wochen | 5                                                | Kate Ryan                                                 | Je t’adore Niclas Kings, Nicolas Bergwall, Lisa Rachelle Greene, Kate Ryan | –                         |
| 22. April 2006 – 28. April 2006 1 Woche | 1                                                | The Pussycat Dolls feat. Will.i.am                        | Beep Jeff Lynne, Kara DioGuardi, William Adams | –                         |
| 29. April 2006 – 5. Mai 2006 1 Woche | 1                                                | The Black Eyed Peas                                       | Pump It Nicolas Roubanis, William Adams, Stacy Ferguson, Allan Apll Pineda, Thomas Van Musser, James Brown, Michael Anthony Hall, Leonardo Stella                               | –                         |
| 6. Mai 2006 – 19. Mai 2006 2 Wochen | 2                                                | Shakira feat. Wyclef Jean                                 | Hips Don’t Lie Omar Alfanno, Jerry Duplessis, Wyclef Jean, Shakira Isabel Mebarak, Latavia Chufon Parker, Luis Diaz                                                             | –                         |
| 20. Mai 2006 – 7. Juli 2006 7 Wochen (insgesamt 9) | 9                                                | Marco Borsato                                             | Rood John O. C. W. Ewbank | –                         |
| 8. Juli 2006 – 28. Juli 2006 3 Wochen | 3                                                | Laura Lynn                                                | Jij bent de mooiste Jacobus Jacques Verburgt, Raymond Alfons A. Felix | –                         |
| 29. Juli 2006 – 11. August 2006 2 Wochen (insgesamt 9) | 9                                                | Marco Borsato                                             | Rood John O. C. W. Ewbank | –                         |
| 12. August 2006 – 22. September 2006 6 Wochen | 6                                                | Henkie                                                    | Lief klein konijntje Johan H. de Leeuw, Daan Van Spijker, Marco Leeuwis | –                         |
| 23. September 2006 – 20. Oktober 2006 4 Wochen | 4                                                | Bob Sinclar & Cutee-B feat. Dollarman & Big Ali & Makedah | Rock This Party (Everybody Dance Now) Conrod Simeon Samuel, Naomi Goulbourne, Christophe Le Friant, Frédéric Christ Poulet, Robert Manuel Clivillés, Frederick Brandon Williams | –                         |
| 21. Oktober 2006 – 8. Dezember 2006 7 Wochen | 7                                                | Scissor Sisters                                           | I Don’t Feel Like Dancin’ Scott David Hoffman, Jason Sellards, Elton John | –                         |
| 9. Dezember 2006 – 5. Januar 2007 4 Wochen | 4                                                | Clouseau                                                  | Vonken en vuur Stefaan Yves Geert Fernande, Luca Paolo Chiaravalli, Kris Cecilia Jaak Wauters                                                                                   | –                         |

### Alben
| ← 2005 ← | Liste der Nummer-eins-Hits in Belgien (Flandern) | Liste der Nummer-eins-Hits in Belgien (Flandern) | Liste der Nummer-eins-Hits in Belgien (Flandern) | 2007 →                    |
| \| Zeitraum \| Wo. ges. \| Interpret \| Titel \| Zusätzliche Informationen \| \| (Zeitraum, Wochen auf Platz eins, Interpret, Titel, zusätzliche Informationen) \| \| \| \| \| \| ------------------------------------------------------------------------------ \| -------- \| --------------------- \| ----------------------------- \| ------------------------- \| \| 31. Dezember 2005 – 6. Januar 2006 1 Woche \| 1 \| Enya \| Amarantine \| – \| \| 7. Januar 2006 – 3. Februar 2006 4 Wochen (insgesamt 13) \| 13 \| Laura Lynn \| Dromen \| – \| \| 4. Februar 2006 – 17. Februar 2006 2 Wochen \| 2 \| James Blunt \| Back to Bedlam \| – \| \| 18. Februar 2006 – 3. März 2006 2 Wochen (insgesamt 4) \| 4 \| Frans Bauer \| 10 Jaar Hits \| – \| \| 4. März 2006 – 24. März 2006 3 Wochen \| 3 \| Spring \| Open je hart \| – \| \| 25. März 2006 – 7. April 2006 2 Wochen \| 2 \| Placebo \| Meds \| – \| \| 8. April 2006 – 28. April 2006 3 Wochen \| 3 \| Massive Attack \| Collected \| – \| \| 29. April 2006 – 12. Mai 2006 2 Wochen \| 2 \| Frans Bauer \| Liefde is … \| – \| \| 13. Mai 2006 – 19. Mai 2006 1 Woche \| 1 \| Tool \| 10,000 Days \| – \| \| 20. Mai 2006 – 30. Juni 2006 6 Wochen \| 6 \| Laura Lynn \| Voor jou \| – \| \| 1. Juli 2006 – 7. Juli 2006 1 Woche \| 1 \| Udo \| U-Turn \| – \| \| 8. Juli 2006 – 14. Juli 2006 1 Woche \| 1 \| Red Hot Chili Peppers \| Stadium Arcadium \| – \| \| 15. Juli 2006 – 4. August 2006 3 Wochen \| 3 \| Muse \| Black Holes and Revelations \| – \| \| 5. August 2006 – 11. August 2006 1 Woche \| 1 \| Crazy Frog \| More Crazy Hits \| – \| \| 12. August 2006 – 15. September 2006 5 Wochen \| 5 \| Adya \| Adya Classic 1 \| – \| \| 16. September 2006 – 22. September 2006 1 Woche \| 1 \| K3 \| Ya Ya Yippee \| – \| \| 23. September 2006 – 29. September 2006 1 Woche \| 1 \| Ozark Henry \| The Soft Machine \| – \| \| 30. September 2006 – 20. Oktober 2006 3 Wochen (insgesamt 10) \| 10 \| Helmut Lotti \| The Crooners \| – \| \| 21. Oktober 2006 – 27. Oktober 2006 1 Woche \| 1 \| Axelle Red \| Jardin Secret \| – \| \| 28. Oktober 2006 – 10. November 2006 2 Wochen \| 2 \| Admiral Freebee \| Wild Dreams of New Beginnings \| – \| \| 10. November 2006 – 24. November 2006 2 Wochen (insgesamt 10) \| 10 \| Helmut Lotti \| The Crooners \| – \| \| 25. November 2006 – 8. Dezember 2006 2 Wochen \| 2 \| Moby \| Go – The Very Best of Moby \| – \| \| 9. Dezember 2006 – 12. Januar 2007 5 Wochen (insgesamt 10) \| 10 \| Helmut Lotti \| The Crooners \| – \| |                                                  |                                                  |                                                  |                           |
| ← 2005 |                                                  |                                                  |                                                  | → 2007 →                  |
| Zeitraum | Wo. ges.                                         | Interpret                                        | Titel                                            | Zusätzliche Informationen |
| (Zeitraum, Wochen auf Platz eins, Interpret, Titel, zusätzliche Informationen) |                                                  |                                                  |                                                  |                           |
| 31. Dezember 2005 – 6. Januar 2006 1 Woche | 1                                                | Enya                                             | Amarantine                                       | –                         |
| 7. Januar 2006 – 3. Februar 2006 4 Wochen (insgesamt 13) | 13                                               | Laura Lynn                                       | Dromen                                           | –                         |
| 4. Februar 2006 – 17. Februar 2006 2 Wochen | 2                                                | James Blunt                                      | Back to Bedlam                                   | –                         |
| 18. Februar 2006 – 3. März 2006 2 Wochen (insgesamt 4) | 4                                                | Frans Bauer                                      | 10 Jaar Hits                                     | –                         |
| 4. März 2006 – 24. März 2006 3 Wochen | 3                                                | Spring                                           | Open je hart                                     | –                         |
| 25. März 2006 – 7. April 2006 2 Wochen | 2                                                | Placebo                                          | Meds                                             | –                         |
| 8. April 2006 – 28. April 2006 3 Wochen | 3                                                | Massive Attack                                   | Collected                                        | –                         |
| 29. April 2006 – 12. Mai 2006 2 Wochen | 2                                                | Frans Bauer                                      | Liefde is …                                      | –                         |
| 13. Mai 2006 – 19. Mai 2006 1 Woche | 1                                                | Tool                                             | 10,000 Days                                      | –                         |
| 20. Mai 2006 – 30. Juni 2006 6 Wochen | 6                                                | Laura Lynn                                       | Voor jou                                         | –                         |
| 1. Juli 2006 – 7. Juli 2006 1 Woche | 1                                                | Udo                                              | U-Turn                                           | –                         |
| 8. Juli 2006 – 14. Juli 2006 1 Woche | 1                                                | Red Hot Chili Peppers                            | Stadium Arcadium                                 | –                         |
| 15. Juli 2006 – 4. August 2006 3 Wochen | 3                                                | Muse                                             | Black Holes and Revelations                      | –                         |
| 5. August 2006 – 11. August 2006 1 Woche | 1                                                | Crazy Frog                                       | More Crazy Hits                                  | –                         |
| 12. August 2006 – 15. September 2006 5 Wochen | 5                                                | Adya                                             | Adya Classic 1                                   | –                         |
| 16. September 2006 – 22. September 2006 1 Woche | 1                                                | K3                                               | Ya Ya Yippee                                     | –                         |
| 23. September 2006 – 29. September 2006 1 Woche | 1                                                | Ozark Henry                                      | The Soft Machine                                 | –                         |
| 30. September 2006 – 20. Oktober 2006 3 Wochen (insgesamt 10) | 10                                               | Helmut Lotti                                     | The Crooners                                     | –                         |
| 21. Oktober 2006 – 27. Oktober 2006 1 Woche | 1                                                | Axelle Red                                       | Jardin Secret                                    | –                         |
| 28. Oktober 2006 – 10. November 2006 2 Wochen | 2                                                | Admiral Freebee                                  | Wild Dreams of New Beginnings                    | –                         |
| 10. November 2006 – 24. November 2006 2 Wochen (insgesamt 10) | 10                                               | Helmut Lotti                                     | The Crooners                                     | –                         |
| 25. November 2006 – 8. Dezember 2006 2 Wochen | 2                                                | Moby                                             | Go – The Very Best of Moby                       | –                         |
| 9. Dezember 2006 – 12. Januar 2007 5 Wochen (insgesamt 10) | 10                                               | Helmut Lotti                                     | The Crooners                                     | –                         |

## Jahreshitparaden
| ← 2005 ← | Liste der Nummer-eins-Hits in Belgien (Flandern) | Liste der Nummer-eins-Hits in Belgien (Flandern) | Liste der Nummer-eins-Hits in Belgien (Flandern) | 2007 →   |
| \| Singles \| Position# \| Alben \| \| ------------------------------------------------------------------------------------------------------------------------------------------------------------------------------------------------------------------------------- \| --------- \| -------------------------------------- \| \| Rood Marco Borsato John O. C. W. Ewbank \| 1 \| The Crooners Helmut Lotti \| \| Je t’adore Kate Ryan Niclas Kings, Nicolas Bergwall, Lisa Rachelle Greene, Kate Ryan \| 2 \| Voor jou Laura Lynn \| \| El mundo bailando Belle Pérez Fernando Daniel de Meersman, Juan Guerrero, Maribel Perez-Cerezo, Patrick Raymond Jean Renier, Wim Claes, Gunther Reinhart Thomas \| 3 \| Stadium Arcadium Red Hot Chili Peppers \| \| Lief klein konijntje Henkie Johan H. de Leeuw, Daan Van Spijker, Marco Leeuwis \| 4 \| The Soft Machine Ozark Henry \| \| Hips Don’t Lie Shakira feat. Wyclef Jean Omar Alfanno, Jerry Duplessis, Wyclef Jean, Shakira Isabel Mebarak, Latavia Chufon Parker, Luis Diaz \| 5 \| Jardin Secret Axelle Red \| \| Crazy Gnarls Barkley Musik: Brian Joseph Burton, Thomas DeCarlo Callaway, Gian Franco Reverberi, Gian Piero Reverberi; Text: Brian Joseph Burton, Thomas DeCarlo Callaway \| 6 \| Back to Bedlam James Blunt \| \| La camisa negra Juanes Juan Esteban Aristizábal Vázquez \| 7 \| PCD The Pussycat Dolls \| \| Jij bent de mooiste Laura Lynn Jacobus Jacques Verburgt, Raymond Alfons A. Felix \| 8 \| Ya Ya Yippee K3 \| \| I Belong to You (Il ritmo della passione) Eros Ramazzotti & Anastacia Eros Ramazzotti, Claudio Guidetti, Kara DioGuardi, Giuseppe Rinaldi, Anastacia L. Newkirk \| 9 \| Dromen Laura Lynn \| \| Rock This Party (Everybody Dance Now) Bob Sinclar & Cutee-B feat. Dollarman & Big Ali Conrod Simeon Samuel, Naomi Goulbourne, Christophe Le Friant, Frédéric Christ Poulet, Robert Manuel Clivillés, Frederick Brandon Williams \| 10 \| Breakaway Kelly Clarkson \| |                                                  |                                                  |                                                  |          |
| ← 2005 |                                                  |                                                  |                                                  | → 2007 → |
| Singles | Position#                                        | Alben                                            |                                                  |          |
| Rood Marco Borsato John O. C. W. Ewbank | 1                                                | The Crooners Helmut Lotti                        |                                                  |          |
| Je t’adore Kate Ryan Niclas Kings, Nicolas Bergwall, Lisa Rachelle Greene, Kate Ryan | 2                                                | Voor jou Laura Lynn                              |                                                  |          |
| El mundo bailando Belle Pérez Fernando Daniel de Meersman, Juan Guerrero, Maribel Perez-Cerezo, Patrick Raymond Jean Renier, Wim Claes, Gunther Reinhart Thomas | 3                                                | Stadium Arcadium Red Hot Chili Peppers           |                                                  |          |
| Lief klein konijntje Henkie Johan H. de Leeuw, Daan Van Spijker, Marco Leeuwis | 4                                                | The Soft Machine Ozark Henry                     |                                                  |          |
| Hips Don’t Lie Shakira feat. Wyclef Jean Omar Alfanno, Jerry Duplessis, Wyclef Jean, Shakira Isabel Mebarak, Latavia Chufon Parker, Luis Diaz | 5                                                | Jardin Secret Axelle Red                         |                                                  |          |
| Crazy Gnarls Barkley Musik: Brian Joseph Burton, Thomas DeCarlo Callaway, Gian Franco Reverberi, Gian Piero Reverberi; Text: Brian Joseph Burton, Thomas DeCarlo Callaway | 6                                                | Back to Bedlam James Blunt                       |                                                  |          |
| La camisa negra Juanes Juan Esteban Aristizábal Vázquez | 7                                                | PCD The Pussycat Dolls                           |                                                  |          |
| Jij bent de mooiste Laura Lynn Jacobus Jacques Verburgt, Raymond Alfons A. Felix | 8                                                | Ya Ya Yippee K3                                  |                                                  |          |
| I Belong to You (Il ritmo della passione) Eros Ramazzotti & Anastacia Eros Ramazzotti, Claudio Guidetti, Kara DioGuardi, Giuseppe Rinaldi, Anastacia L. Newkirk | 9                                                | Dromen Laura Lynn                                |                                                  |          |
| Rock This Party (Everybody Dance Now) Bob Sinclar & Cutee-B feat. Dollarman & Big Ali Conrod Simeon Samuel, Naomi Goulbourne, Christophe Le Friant, Frédéric Christ Poulet, Robert Manuel Clivillés, Frederick Brandon Williams | 10                                               | Breakaway Kelly Clarkson                         |                                                  |          |

## Wallonien

### Singles
| ← 2005 ← | Liste der Nummer-eins-Hits in Belgien (Wallonie) | Liste der Nummer-eins-Hits in Belgien (Wallonie) | Liste der Nummer-eins-Hits in Belgien (Wallonie) | 2007 →                    |
| \| Zeitraum \| Wo. ges. \| Interpret \| Titel Autor(en) \| Zusätzliche Informationen \| \| (Zeitraum, Wochen auf Platz eins, Interpret, Titel, Autor[en], zusätzliche Informationen) \| \| \| \| \| \| ----------------------------------------------------------------------------------------- \| -------- \| ----------------------------------------------- \| --------------------------------------------------------------------------------------------------------------------------------------------------------------------------------------------------------- \| ------------------------- \| \| 19. November 2005 – 20. Januar 2006 9 Wochen \| 9 \| Madonna \| Hung Up Björn K. Ulvaeus, Benny Goran Bror Andersson, Stuart David Price, Madonna L. Ciccone \| – \| \| 21. Januar 2006 – 3. Februar 2006 2 Wochen \| 2 \| Kamel \| Mon amour Musik: Kamel Abou Saleh; Text: Serge Mohimont, Kamel Abou Saleh \| – \| \| 4. Februar 2006 – 10. Februar 2006 1 Woche \| 1 \| Tina Arena \| Aimer jusqu’à l’impossible David Olivier Maruani, Elodie Annie Claude Hesme \| – \| \| 11. Februar 2006 – 17. März 2006 5 Wochen \| 5 \| Juanes \| La camisa negra Juan Esteban Aristizábal Vázquez \| – \| \| 18. März 2006 – 24. März 2006 1 Woche \| 1 \| Natasha Saint-Pier \| Un ange frappe à ma porte Frédéric Chateau \| – \| \| 25. März 2006 – 31. März 2006 1 Woche (insgesamt 5) \| 5 \| Diam’s \| La boulette (Génération nan nan) Musik: David Alain Hichem Bonnefoi, Sylvain Couturier, Antony Pierre Louis Sebastien Gouin, Matthiew Thierry Jangui Le Carpentier; Text: Mélanie Marie Ghisla Georgiades \| – \| \| 1. April 2006 – 14. April 2006 2 Wochen (insgesamt 3) \| 3 \| Najoua Belyzel \| Gabriel Christophe Paul Casanave, Najoua Mazouri \| – \| \| 15. April 2006 – 28. April 2006 2 Wochen (insgesamt 5) \| 5 \| Diam’s \| La boulette (Génération nan nan) Musik: David Alain Hichem Bonnefoi, Sylvain Couturier, Antony Pierre Louis Sebastien Gouin, Matthiew Thierry Jangui Le Carpentier; Text: Mélanie Marie Ghisla Georgiades \| – \| \| 29. April 2006 – 5. Mai 2006 1 Woche (insgesamt 3) \| 3 \| Najoua Belyzel \| Gabriel Christophe Paul Casanave, Najoua Mazouri \| – \| \| 6. Mai 2006 – 19. Mai 2006 2 Wochen (insgesamt 5) \| 5 \| Diam’s \| La boulette Musik: David Alain Hichem Bonnefoi, Sylvain Couturier, Antony Pierre Louis Sebastien Gouin, Matthiew Thierry Jangui Le Carpentier; Text: Mélanie Marie Ghisla Georgiades \| – \| \| 20. Mai 2006 – 14. Juli 2006 8 Wochen \| 8 \| Shakira feat. Wyclef Jean \| Hips Don’t Lie Omar Alfanno, Jerry Duplessis, Wyclef Jean, Shakira Isabel Mebarak, Latavia Chufon Parker, Luis Diaz \| – \| \| 15. Juli 2006 – 11. August 2006 4 Wochen \| 4 \| Gnarls Barkley \| Crazy Musik: Brian Joseph Burton, Thomas DeCarlo Callaway, Gian Franco Reverberi, Gian Piero Reverberi; Text: Brian Joseph Burton, Thomas DeCarlo Callaway \| – \| \| 12. August 2006 – 6. Oktober 2006 8 Wochen \| 8 \| La Plage \| Coup de boule Frank Jean Alain Lascombes, Emmanuel David Lipszyc, Sebastien Charles Lipszyc \| – \| \| 7. Oktober 2006 – 10. November 2006 5 Wochen \| 5 \| Bob Sinclar & Cutee-B feat. Dollarman & Big Ali \| Rock This Party (Everybody Dance Now) Conrod Simeon Samuel, Naomi Goulbourne, Christophe Le Friant, Frédéric Christ Poulet, Robert Manuel Clivillés, Frederick Brandon Williams \| – \| \| 11. November 2006 – 17. November 2006 1 Woche (insgesamt 3) \| 3 \| Moby & Mylène Farmer \| Slipping Away (Crier la vie) Richard Melville Hall, Mylène Farmer \| – \| \| 18. November 2006 – 24. November 2006 1 Woche \| 1 \| Tribal King \| Façon sex Musik: Jean-Michel Ernest Padilla, David Jerome Ployer; Text: Anthony Philippe Sansault \| – \| \| 25. November 2006 – 8. Dezember 2006 2 Wochen (insgesamt 3) \| 3 \| Moby & Mylène Farmer \| Slipping Away (Crier la vie) Richard Melville Hall, Mylène Farmer \| – \| \| 9. Dezember 2006 – 15. Dezember 2006 1 Woche \| 1 \| Faudel \| Mon pays Musik: Frédéric Chateau; Text: Frédéric Lebovici \| – \| \| 16. Dezember 2006 – 23. Februar 2007 10 Wochen \| 10 \| Fatal Bazooka \| Fous ta cagoule Matthieu Sylvain Balanca, Michaël Benayoun, Dominique Vincent Gauriaud, Jurij Prette, Nicolas Laurent Patrice Brisson, William Marc Emmanuel Geslin \| – \| |                                                  |                                                  | |                           |
| ← 2005 |                                                  |                                                  | | → 2007 →                  |
| Zeitraum | Wo. ges.                                         | Interpret                                        | Titel Autor(en) | Zusätzliche Informationen |
| (Zeitraum, Wochen auf Platz eins, Interpret, Titel, Autor[en], zusätzliche Informationen) |                                                  |                                                  | |                           |
| 19. November 2005 – 20. Januar 2006 9 Wochen | 9                                                | Madonna                                          | Hung Up Björn K. Ulvaeus, Benny Goran Bror Andersson, Stuart David Price, Madonna L. Ciccone | –                         |
| 21. Januar 2006 – 3. Februar 2006 2 Wochen | 2                                                | Kamel                                            | Mon amour Musik: Kamel Abou Saleh; Text: Serge Mohimont, Kamel Abou Saleh | –                         |
| 4. Februar 2006 – 10. Februar 2006 1 Woche | 1                                                | Tina Arena                                       | Aimer jusqu’à l’impossible David Olivier Maruani, Elodie Annie Claude Hesme | –                         |
| 11. Februar 2006 – 17. März 2006 5 Wochen | 5                                                | Juanes                                           | La camisa negra Juan Esteban Aristizábal Vázquez | –                         |
| 18. März 2006 – 24. März 2006 1 Woche | 1                                                | Natasha Saint-Pier                               | Un ange frappe à ma porte Frédéric Chateau | –                         |
| 25. März 2006 – 31. März 2006 1 Woche (insgesamt 5) | 5                                                | Diam’s                                           | La boulette (Génération nan nan) Musik: David Alain Hichem Bonnefoi, Sylvain Couturier, Antony Pierre Louis Sebastien Gouin, Matthiew Thierry Jangui Le Carpentier; Text: Mélanie Marie Ghisla Georgiades | –                         |
| 1. April 2006 – 14. April 2006 2 Wochen (insgesamt 3) | 3                                                | Najoua Belyzel                                   | Gabriel Christophe Paul Casanave, Najoua Mazouri | –                         |
| 15. April 2006 – 28. April 2006 2 Wochen (insgesamt 5) | 5                                                | Diam’s                                           | La boulette (Génération nan nan) Musik: David Alain Hichem Bonnefoi, Sylvain Couturier, Antony Pierre Louis Sebastien Gouin, Matthiew Thierry Jangui Le Carpentier; Text: Mélanie Marie Ghisla Georgiades | –                         |
| 29. April 2006 – 5. Mai 2006 1 Woche (insgesamt 3) | 3                                                | Najoua Belyzel                                   | Gabriel Christophe Paul Casanave, Najoua Mazouri | –                         |
| 6. Mai 2006 – 19. Mai 2006 2 Wochen (insgesamt 5) | 5                                                | Diam’s                                           | La boulette Musik: David Alain Hichem Bonnefoi, Sylvain Couturier, Antony Pierre Louis Sebastien Gouin, Matthiew Thierry Jangui Le Carpentier; Text: Mélanie Marie Ghisla Georgiades                      | –                         |
| 20. Mai 2006 – 14. Juli 2006 8 Wochen | 8                                                | Shakira feat. Wyclef Jean                        | Hips Don’t Lie Omar Alfanno, Jerry Duplessis, Wyclef Jean, Shakira Isabel Mebarak, Latavia Chufon Parker, Luis Diaz                                                                                       | –                         |
| 15. Juli 2006 – 11. August 2006 4 Wochen | 4                                                | Gnarls Barkley                                   | Crazy Musik: Brian Joseph Burton, Thomas DeCarlo Callaway, Gian Franco Reverberi, Gian Piero Reverberi; Text: Brian Joseph Burton, Thomas DeCarlo Callaway                                                | –                         |
| 12. August 2006 – 6. Oktober 2006 8 Wochen | 8                                                | La Plage                                         | Coup de boule Frank Jean Alain Lascombes, Emmanuel David Lipszyc, Sebastien Charles Lipszyc | –                         |
| 7. Oktober 2006 – 10. November 2006 5 Wochen | 5                                                | Bob Sinclar & Cutee-B feat. Dollarman & Big Ali  | Rock This Party (Everybody Dance Now) Conrod Simeon Samuel, Naomi Goulbourne, Christophe Le Friant, Frédéric Christ Poulet, Robert Manuel Clivillés, Frederick Brandon Williams                           | –                         |
| 11. November 2006 – 17. November 2006 1 Woche (insgesamt 3) | 3                                                | Moby & Mylène Farmer                             | Slipping Away (Crier la vie) Richard Melville Hall, Mylène Farmer | –                         |
| 18. November 2006 – 24. November 2006 1 Woche | 1                                                | Tribal King                                      | Façon sex Musik: Jean-Michel Ernest Padilla, David Jerome Ployer; Text: Anthony Philippe Sansault | –                         |
| 25. November 2006 – 8. Dezember 2006 2 Wochen (insgesamt 3) | 3                                                | Moby & Mylène Farmer                             | Slipping Away (Crier la vie) Richard Melville Hall, Mylène Farmer | –                         |
| 9. Dezember 2006 – 15. Dezember 2006 1 Woche | 1                                                | Faudel                                           | Mon pays Musik: Frédéric Chateau; Text: Frédéric Lebovici | –                         |
| 16. Dezember 2006 – 23. Februar 2007 10 Wochen | 10                                               | Fatal Bazooka                                    | Fous ta cagoule Matthieu Sylvain Balanca, Michaël Benayoun, Dominique Vincent Gauriaud, Jurij Prette, Nicolas Laurent Patrice Brisson, William Marc Emmanuel Geslin                                       | –                         |

### Alben
| ← 2005 ← | Liste der Nummer-eins-Hits in Belgien (Wallonie) | Liste der Nummer-eins-Hits in Belgien (Wallonie) | Liste der Nummer-eins-Hits in Belgien (Wallonie) | 2007 →                    |
| \| Zeitraum \| Wo. ges. \| Interpret \| Titel \| Zusätzliche Informationen \| \| (Zeitraum, Wochen auf Platz eins, Interpret, Titel, zusätzliche Informationen) \| \| \| \| \| \| ------------------------------------------------------------------------------ \| -------- \| --------------- \| -------------------------------------- \| ------------------------- \| \| 31. Dezember 2005 – 27. Januar 2006 4 Wochen \| 4 \| Indochine \| Alice & June \| – \| \| 28. Januar 2006 – 17. März 2006 7 Wochen \| 7 \| James Blunt \| Back to Bedlam \| – \| \| 18. März 2006 – 7. April 2006 3 Wochen \| 3 \| Placebo \| Meds \| – \| \| 8. April 2006 – 14. April 2006 1 Woche \| 1 \| Patrick Bruel \| Des souvenirs devant … \| – \| \| 15. April 2006 – 26. Mai 2006 6 Wochen \| 6 \| Les Enfoirés \| 2006: Le village des Enfoirés \| – \| \| 27. Mai 2006 – 23. Juni 2006 4 Wochen \| 4 \| Pascal Obispo \| Les fleurs du bien \| – \| \| 24. Juni 2006 – 7. Juli 2006 2 Wochen \| 2 \| Garou \| Garou \| – \| \| 8. Juli 2006 – 15. September 2006 10 Wochen \| 10 \| Laurent Voulzy \| La septiéme vague \| – \| \| 16. September 2006 – 6. Oktober 2006 3 Wochen \| 3 \| Johnny Hallyday \| Flashback Tour - Palais de Sports 2006 \| – \| \| 7. Oktober 2006 – 13. Oktober 2006 1 Woche \| 1 \| Raphaël \| Résistance à la nuit - Live \| – \| \| 14. Oktober 2006 – 27. Oktober 2006 2 Wochen \| 2 \| Renaud \| Rouge sang \| – \| \| 28. Oktober 2006 – 24. November 2006 4 Wochen \| 4 \| Yannick Noah \| Charango \| – \| \| 25. November 2006 – 8. Dezember 2006 2 Wochen (insgesamt 5) \| 5 \| Michel Sardou \| Hors format \| – \| \| 9. Dezember 2006 – 15. Dezember 2006 1 Woche \| 1 \| The Beatles \| Love \| – \| \| 16. Dezember 2006 – 5. Januar 2007 3 Wochen (insgesamt 5) \| 5 \| Michel Sardou \| Hors format \| – \| |                                                  |                                                  |                                                  |                           |
| ← 2005 |                                                  |                                                  |                                                  | → 2007 →                  |
| Zeitraum | Wo. ges.                                         | Interpret                                        | Titel                                            | Zusätzliche Informationen |
| (Zeitraum, Wochen auf Platz eins, Interpret, Titel, zusätzliche Informationen) |                                                  |                                                  |                                                  |                           |
| 31. Dezember 2005 – 27. Januar 2006 4 Wochen | 4                                                | Indochine                                        | Alice & June                                     | –                         |
| 28. Januar 2006 – 17. März 2006 7 Wochen | 7                                                | James Blunt                                      | Back to Bedlam                                   | –                         |
| 18. März 2006 – 7. April 2006 3 Wochen | 3                                                | Placebo                                          | Meds                                             | –                         |
| 8. April 2006 – 14. April 2006 1 Woche | 1                                                | Patrick Bruel                                    | Des souvenirs devant …                           | –                         |
| 15. April 2006 – 26. Mai 2006 6 Wochen | 6                                                | Les Enfoirés                                     | 2006: Le village des Enfoirés                    | –                         |
| 27. Mai 2006 – 23. Juni 2006 4 Wochen | 4                                                | Pascal Obispo                                    | Les fleurs du bien                               | –                         |
| 24. Juni 2006 – 7. Juli 2006 2 Wochen | 2                                                | Garou                                            | Garou                                            | –                         |
| 8. Juli 2006 – 15. September 2006 10 Wochen | 10                                               | Laurent Voulzy                                   | La septiéme vague                                | –                         |
| 16. September 2006 – 6. Oktober 2006 3 Wochen | 3                                                | Johnny Hallyday                                  | Flashback Tour - Palais de Sports 2006           | –                         |
| 7. Oktober 2006 – 13. Oktober 2006 1 Woche | 1                                                | Raphaël                                          | Résistance à la nuit - Live                      | –                         |
| 14. Oktober 2006 – 27. Oktober 2006 2 Wochen | 2                                                | Renaud                                           | Rouge sang                                       | –                         |
| 28. Oktober 2006 – 24. November 2006 4 Wochen | 4                                                | Yannick Noah                                     | Charango                                         | –                         |
| 25. November 2006 – 8. Dezember 2006 2 Wochen (insgesamt 5) | 5                                                | Michel Sardou                                    | Hors format                                      | –                         |
| 9. Dezember 2006 – 15. Dezember 2006 1 Woche | 1                                                | The Beatles                                      | Love                                             | –                         |
| 16. Dezember 2006 – 5. Januar 2007 3 Wochen (insgesamt 5) | 5                                                | Michel Sardou                                    | Hors format                                      | –                         |

## Jahreshitparaden
| ← 2005 ← | Liste der Nummer-eins-Hits in Belgien (Wallonie) | Liste der Nummer-eins-Hits in Belgien (Wallonie) | Liste der Nummer-eins-Hits in Belgien (Wallonie) | 2007 →   |
| \| Singles \| Position# \| Alben \| \| ------------------------------------------------------------------------------------------------------------------------------------------------------------------------------------------- \| --------- \| ------------------------------------------ \| \| Hips Don’t Lie Shakira feat. Wyclef Jean Omar Alfanno, Jerry Duplessis, Wyclef Jean, Shakira Isabel Mebarak, Latavia Chufon Parker, Luis Diaz \| 1 \| 2006: Le village des Enfoirés Les Enfoirés \| \| Coup de boule La Plage Frank Jean Alain Lascombes, Emmanuel David Lipszyc, Sebastien Charles Lipszyc \| 2 \| La septiéme vague Laurent Voulzy \| \| Gabriel Najoua Belyzel Christophe Paul Casanave, Najoua Mazouri \| 3 \| Caravane Raphaël \| \| La boulette Diam’s Musik: David Alain Hichem Bonnefoi, Sylvain Couturier, Antony Pierre Louis Sebastien Gouin, Matthiew Thierry Jangui Le Carpentier; Text: Mélanie Marie Ghisla Georgiades \| 4 \| Des souvenirs devant … Patrick Bruel \| \| La camisa negra Juanes Juan Esteban Aristizábal Vázquez \| 5 \| Back to Bedlam James Blunt \| \| Living on Video Pakito Pascal Languirand \| 6 \| Les fleurs du bien Pascal Obispo \| \| Crazy Gnarls Barkley Musik: Brian Joseph Burton, Thomas DeCarlo Callaway, Gian Franco Reverberi, Gian Piero Reverberi; Text: Brian Joseph Burton, Thomas DeCarlo Callaway \| 7 \| Dans ma bulle Diam’s \| \| Roc Nâdiya Thierry Gronfier, Géraldine Dominique Delacoux, Mehdy Boussaïd \| 8 \| Meds Placebo \| \| Un ange frappe à ma porte Natasha Saint-Pier Frédéric Chateau \| 9 \| Abracadabra Florent Pagny \| \| Temperature Sean Paul Rohan Ashley Fuller, Adrian Christopher Marshall, Sean Paul Henriques \| 10 \| Rouge sang Renaud \| |                                                  |                                                  |                                                  |          |
| ← 2005 |                                                  |                                                  |                                                  | → 2007 → |
| Singles | Position#                                        | Alben                                            |                                                  |          |
| Hips Don’t Lie Shakira feat. Wyclef Jean Omar Alfanno, Jerry Duplessis, Wyclef Jean, Shakira Isabel Mebarak, Latavia Chufon Parker, Luis Diaz | 1                                                | 2006: Le village des Enfoirés Les Enfoirés       |                                                  |          |
| Coup de boule La Plage Frank Jean Alain Lascombes, Emmanuel David Lipszyc, Sebastien Charles Lipszyc | 2                                                | La septiéme vague Laurent Voulzy                 |                                                  |          |
| Gabriel Najoua Belyzel Christophe Paul Casanave, Najoua Mazouri | 3                                                | Caravane Raphaël                                 |                                                  |          |
| La boulette Diam’s Musik: David Alain Hichem Bonnefoi, Sylvain Couturier, Antony Pierre Louis Sebastien Gouin, Matthiew Thierry Jangui Le Carpentier; Text: Mélanie Marie Ghisla Georgiades | 4                                                | Des souvenirs devant … Patrick Bruel             |                                                  |          |
| La camisa negra Juanes Juan Esteban Aristizábal Vázquez | 5                                                | Back to Bedlam James Blunt                       |                                                  |          |
| Living on Video Pakito Pascal Languirand | 6                                                | Les fleurs du bien Pascal Obispo                 |                                                  |          |
| Crazy Gnarls Barkley Musik: Brian Joseph Burton, Thomas DeCarlo Callaway, Gian Franco Reverberi, Gian Piero Reverberi; Text: Brian Joseph Burton, Thomas DeCarlo Callaway | 7                                                | Dans ma bulle Diam’s                             |                                                  |          |
| Roc Nâdiya Thierry Gronfier, Géraldine Dominique Delacoux, Mehdy Boussaïd | 8                                                | Meds Placebo                                     |                                                  |          |
| Un ange frappe à ma porte Natasha Saint-Pier Frédéric Chateau | 9                                                | Abracadabra Florent Pagny                        |                                                  |          |
| Temperature Sean Paul Rohan Ashley Fuller, Adrian Christopher Marshall, Sean Paul Henriques | 10                                               | Rouge sang Renaud                                |                                                  |          |